# Route 380 (Nouveau-Brunswick)
Pour les articles homonymes, voir Route 380.
La route 380 est une route locale du Nouveau-Brunswick située dans l'ouest de la province, au sud-ouest de Plaster Rock et au sud de Grand Falls. Elle traverse une région agricole et vallonneuse. De plus, elle mesure 29 kilomètres, et est pavée sur toute longueur.

## Tracé
La 380 debute au nord-est de Limestone, sur la rive gauche du fleuve Saint-Jean, sur la route 105. Elle se dirige vers le sud-est pour ses 3 premiers kilomètres, puis elle bifurque vers le nord pendant 5 kilomètres, pour rejoindre New Denmark Corner. Elle courbe ensuite vers le sud-est, puis elle possède 2 courbes alternées à Belle Cove. 13 kilomètres au sud-est, elle se termine à Saint-Almo, près de la rivière Mamozekel, sur la route 109. 

## Intersections principales
| Route 380         |                    |     |                                                               |                                             |
| Comté             | Location           | km  | Intersection/Destinations                                     | Notes                                       |
| Comté de Victoria | Lake Edward        | 0   | R-105, Grand Falls, Bath, Florenceville                       | extrémité ouest de la 380                   |
| Comté de Victoria | Lake Edward        | ~2  | Chemin Lake Edward sud, North Tilley                          | Virage de 90° vers le nord (vers la gauche) |
| Comté de Victoria | New Denmark Corner | ~6  | Chemin Lucys Gulch ouest, Undine, Grand Falls                 |                                             |
| Comté de Victoria | New Denmark Corner | ~7  | Chemin Main New Denmark nord, Salmonhurst Corner, New Denmark | Virage de 90° vers la droite (vers l'est)   |
| Comté de Victoria | Bell Grove         | 18  | Chemin Currie sud, Currie Road, Lerwick                       |                                             |
| Comté de Victoria | Anderson Road      | ~24 | Chemin Bedford nord, Bedford Road, Three Brooks               |                                             |
| Comté de Victoria | Saint-Almo         | 29  | R-109, Plaster Rock, Arthurette, Perth-Andover                | extrémité est de la 380                     |